# Moses Moody
Moses Josiah Moody (ur. 31 maja 2002 w Little Rock) – amerykański koszykarz, występujący na pozycji rzucającego obrońcy, obecnie zawodnik Golden State Warriors.

## Osiągnięcia
Stan na 17 czerwca 2022, na podstawie, o ile nie zaznaczono inaczej.
NCAA
- Uczestnik rozgrywek Elite 8 turnieju NCAA (2021)
- Najlepszy:
  - pierwszoroczny zawodnik konferencji Southeastern (SEC – 2021)[3]
  - nowo przybyły zawodnik SEC (2021 przez Associated Press)
- Zaliczony do:
  - I składu:
    - SEC (2021)
    - najlepszych pierwszorocznych zawodników:
      - All-America (Kyle Macy National Freshman All-America – 2021 przez CollegeInsider)
      - SEC (2021)

  - składu honorable mention All-American (2021 przez Associated Press)
- Najlepszy pierwszoroczny zawodnik tygodnia SEC (7.12.2020, 1.03.2021, 8.03.2021)

NBA
- Mistrz NBA (2022)[4]